# Gare de La Verpillière
Gare de La Verpillière vasútállomás Franciaországban, La Verpillière településen.

## Vasútvonalak
Az állomást az alábbi vasútvonalak érintik:
- Lyon-Perrache-Grenoble-Marseille-vasútvonal

## Kapcsolódó állomások
A vasútállomáshoz az alábbi állomások vannak a legközelebb:
- Gare de Saint-Quentin-Fallavier (Lyon-Perrache pályaudvar)
- Gare de L'Isle-d'Abeau (Gare de Marseille-Saint-Charles)